# Tramwaj Triest-Opicina
Tramwaj Triest-Opicina – wąskotorowy system komunikacji tramwajowej o charakterze miejskim w Trieście we Włoszech. Linia stanowi unikatowe na skalę światową połączenie tramwaju o napędzie tradycyjnym z systemem kolei linowo-terenowej.
Linia łączy Plac Oberdan, znajdujący się w północnej części centrum miasta, z pobliską miejscowością Villa Opicina rozciągającą się na wzgórzach nad miastem.

## Historia

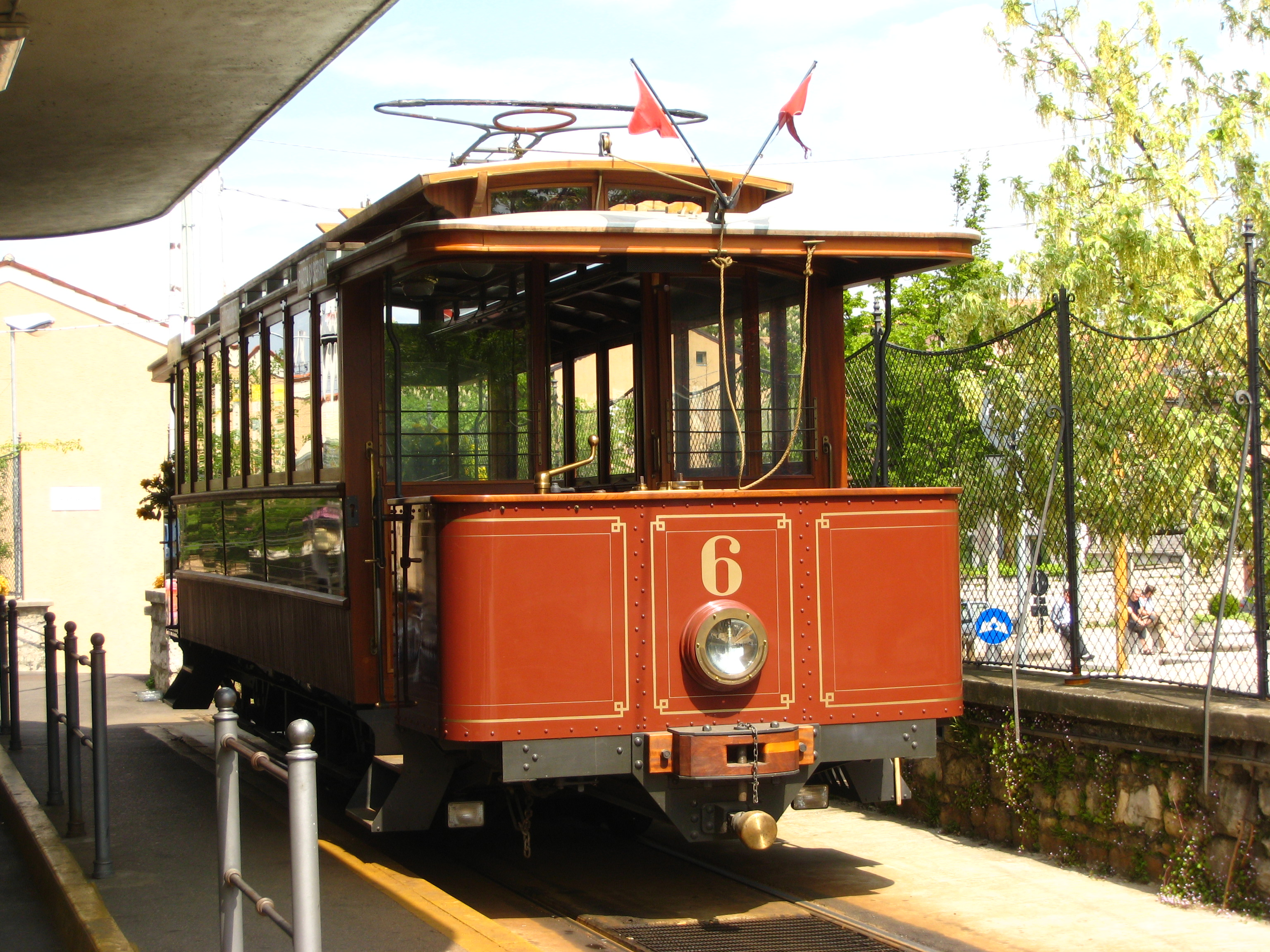
Tramwaj z pierwszej szóstki tramwajów, stanowisko kierowcy jeszcze bez szyb. Te dodano dopiero w 1908 roku.

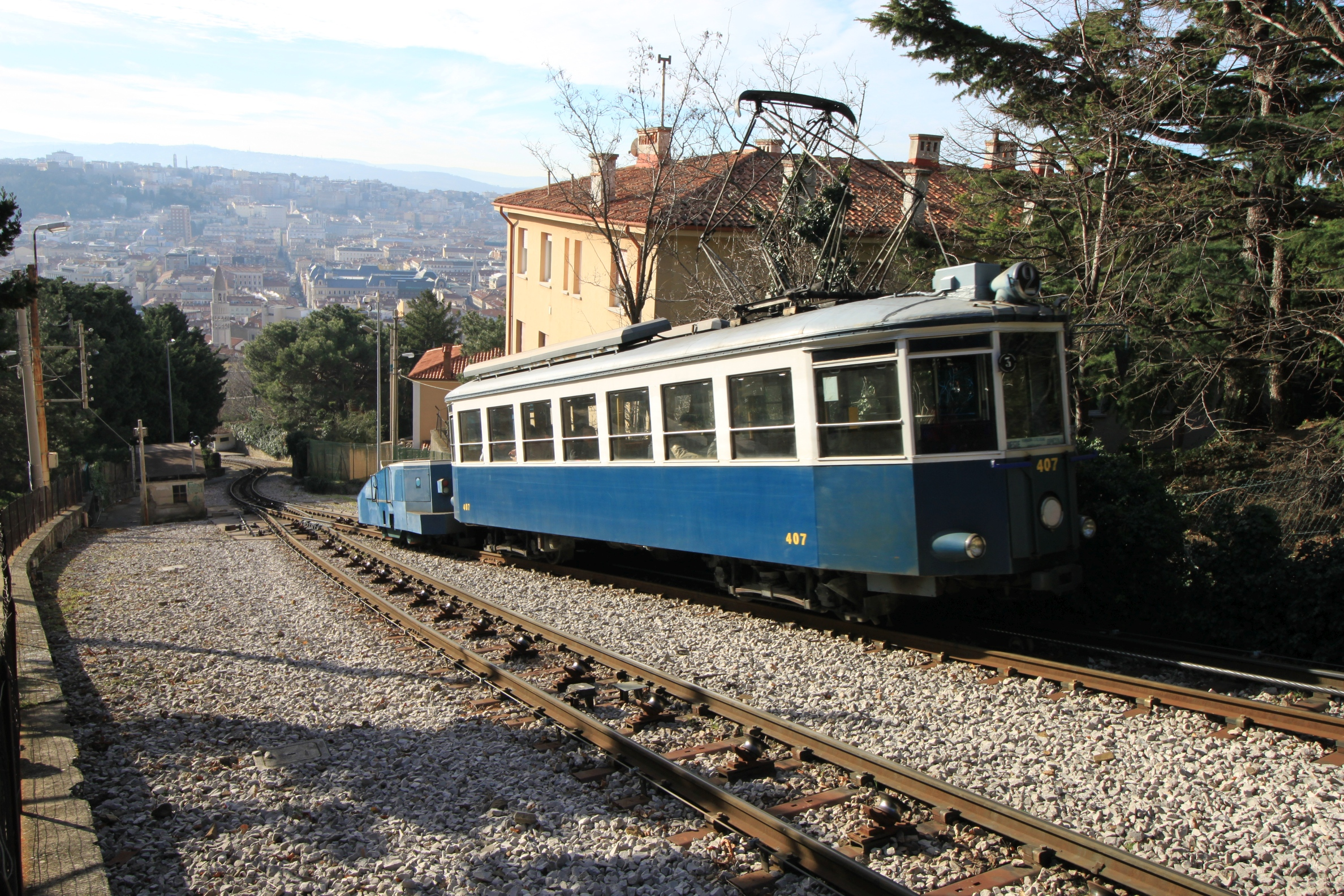
Współczesny tramwaj z buforem

Miejscowości Triest i Opicinę początkowo próbowano połączyć szynowo w roku 1857. Ze względu na ukształtowanie terenu trasa kolei wynosiła aż 32 kilometry. Ponadto stacja znajdowała się w znacznej odległości od Opiciny. Wszystko to sprawiło, że mieszkańcy niechętnie korzystali z połączenia kolejowego. Ponieważ Opicina leży częściowo w terenie górskim, zdecydowano się na zastąpienie klasycznego tramwaju kolejką zębatkową. Pierwszą część o długości 869 metrów pomiędzy Piazza Scorcola a Vetta Scorcola otwarto we wrześniu 1902 roku. Wprowadzono wówczas do użytku sześć dwuosiowych wagonów. Do dzisiaj jeździ wagon z numerem "1" (nr fabryczny 401). Jest to najstarszy eksploatowany tramwaj w Europie. Przez kolejne trzydzieści lat trwała rozbudowa systemu. W tym czasie zbudowano kolejne dziesięć przystanków. W czasie rozbudowy zmieniono jednak w kwietniu 1928 roku system z zębatkowego na kolej linowo-terenową. W okresie 2012–2014 linia była zamknięta w związku z pracami remontowymi. 16 czerwca 2016 doszło do czołowego zderzenia tramwajów, w wypadku zostało rannych 9 osób. W jego następstwie kursowanie tramwaju zostało wstrzymane, na jego trasie została uruchomiona autobusowa komunikacja zastępcza (linia 2). W grudniu 2017, po zebraniu ponad 17 tysięcy podpisów pod petycją wzywającej do przywrócenia kursów, władze przeznaczyły na to 3,1 miliona euro.

## Wagon buforowy

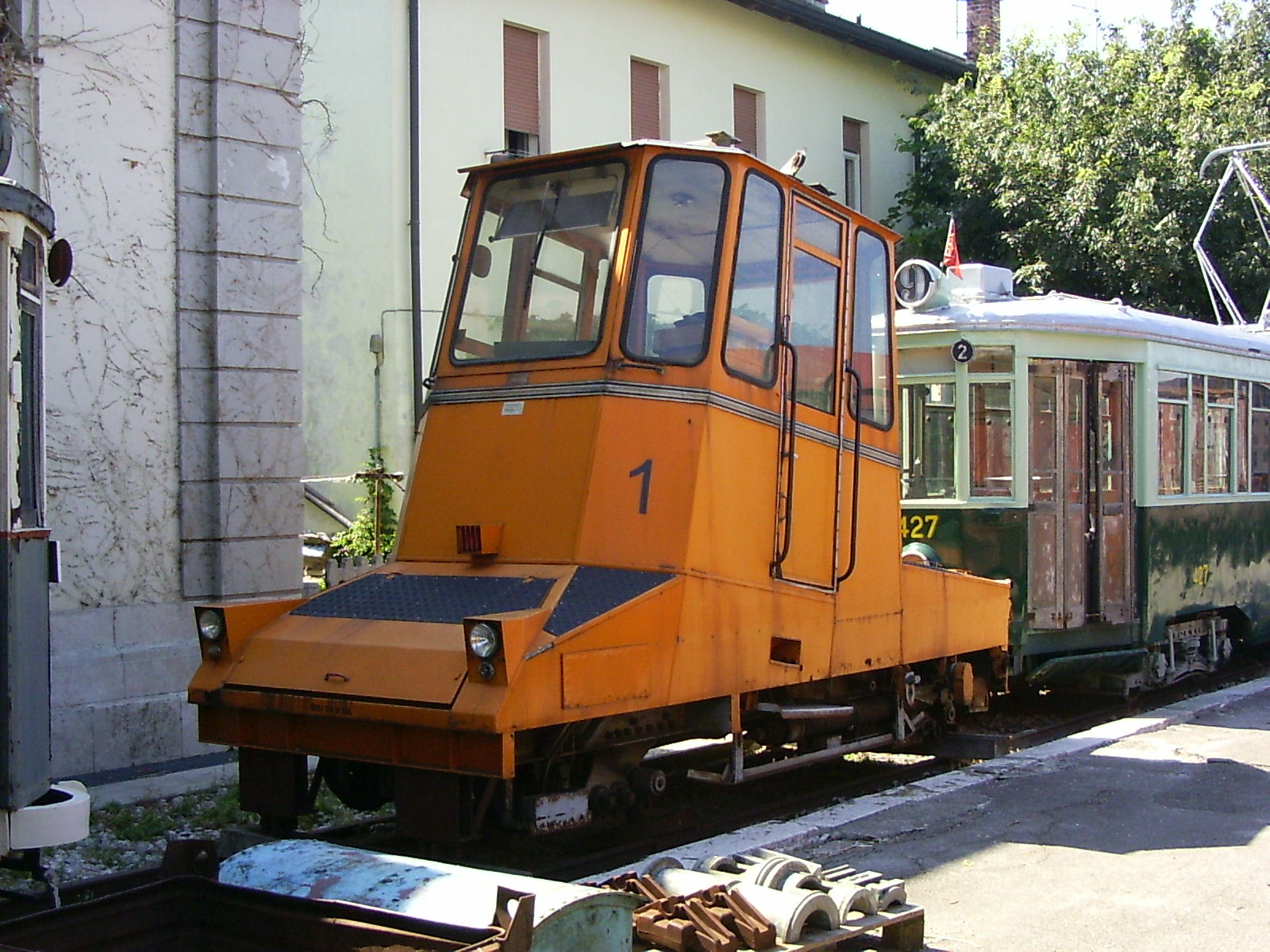
Bufor z roku 1978

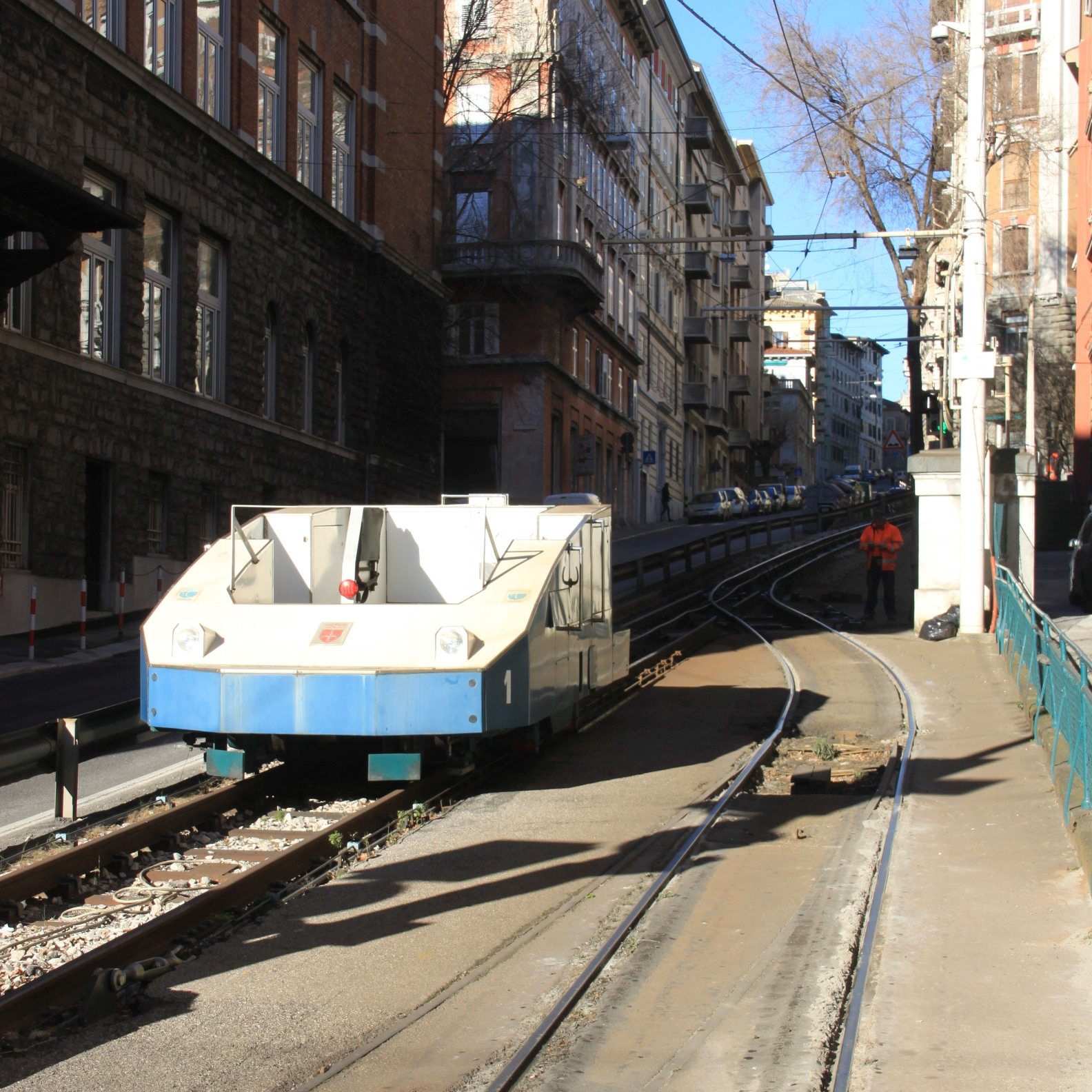
Współczesny bufor, bez kabiny motorniczego

Wagon buforowy to wagon niezabierający pasażerów (wyjątkiem jest maszynista), podczepiany do wagonu tramwajowego. Jego zadaniem jest popychanie wagonu pasażerskiego w górę na kolejce szynowo-linowej podczas podjazdu oraz przytrzymywanie podczas zniżania. Pierwsze pojazdy buforowe zostały wyprodukowane w 1928 roku i prawie bez zmian stosowano je do 1976. W roku 1978 zaczęto eksploatować nowy model, który był używany przez kolejnych 28 lat. Współczesne bufory nie posiadają miejsca dla obsługi.

## Przystanki
Linia składa się z 13 przystanków (licząc z krańcówkami). Pierwsza, Piazza Oberdan, znajduje się w centrum Triestu, na wysokości 3 metrów nad poziomem morza. Na kolejnym przystanku Piazza Scorcola do składu dołączany jest kolejny wagon, tzw. wagon buforowy. Umożliwia on przekształcenie zwykłego tramwaju w kolej linowo-terenową. Po przejechaniu prawie 800 metrów, gdzie nachylenie wynosi 26 procent, na stacji Vetta Scorcola bufor zostaje odczepiony, a dalszą podróż do stacji Villa Opicina tramwaj odbywa już jako tramwaj elektryczny.
Lista przystanków
- Piazza Oberdan (przystanek końcowy)
- Piazza Scorcola (kolej linowo-terenowa)
- Sant' Anastasio (kolej linowo-terenowa)
- Romagna (kolej linowo-terenowa)
- Vetta Scorcola (kolej linowo-terenowa)
- Cologna Campo Sportivo
- Cologna Chiesetta
- Conconello
- Banne
- Obelisco
- Campo Romano
- Via Nazionale
- Villa Opicina (przystanek końcowy)